# James-Michael Johnson
James-Michael Johnson (Vallejo, 20 agosto 1989) è un giocatore di football americano statunitense che gioca nel ruolo di linebacker per i Kansas City Chiefs della National Football League. Fu scelto dai Cleveland Browns nel corso del quarto giro (120º assoluto) del Draft NFL 2012. Al college ha giocato a football all'Università del Nevada-Reno.

## Carriera professionistica

### Cleveland Browns
Il 27 aprile 2012, Johnson fu scelto nel corso del quarto giro del Draft 2012 dai Browns. Nella sua stagione da rookie disputò 10 partite, 8 delle quali come titolare, mettendo a segno 36 tackle.

### Kansas City Chiefs
Il 1º settembre 2013, dopo essere stato svincolato, Johnson firmò coi Kansas City Chiefs.

## Vittorie e premi
Nessuno

## Statistiche
| Partite totali      | 10 |
| Partite da titolare | 8  |
| Tackle totali       | 36 |
| Sack                | 0  |
| Intercetti          | 0  |

Statistiche aggiornate alla stagione 2012